# Brian M. Hoffman
Brian Mark Hoffman (* 7. August 1941 in Chicago) ist ein US-amerikanischer Biochemiker.
Hoffman studierte Chemie an der University of Chicago mit dem Bachelor-Abschluss 1962 und wurde 1966 am Caltech in Chemie promoviert.  1967 wurde er Assistant Professor und 1974 Professor für Chemie und Biochemie an der Northwestern University.
Er untersucht mit Elektron-Kern-Doppelresonanz-Spektroskopie (Endor) die Wirkungsweise biologisch wichtiger Enzyme (Geometrie der Bindungsstellen, Zwischenstufen) wie NO-Synthasen, Cytochrom P450 und Nitrogenase. Ein weiterer Forschungsschwerpunkt ist langreichweitiger Elektronentransfer zwischen Proteinen.
2012 erhielt er den Joseph Chatt Award, 2013 die F. A. Cotton Medal und 2022 die American Institute of Chemists Gold Medal. Er ist Mitglied der National Academy of Sciences, der American Academy of Arts and Sciences (2002) und der American Association for the Advancement of Science (1983). 1971 bis 1973 war er Sloan Research Fellow.